# Getuigschrift
Een getuigschrift is een document dat een werknemer (meestal op verzoek) meekrijgt bij zijn ontslag. Ook in het onderwijs bestaan getuigschriften. 
In een getuigschrift wordt omschreven hoe de werkgever vindt dat de werknemer heeft gepresteerd. Het is dan ook bedoeld als aanbeveling bij een nieuwe betrekking. Een getuigschrift zal dan ook meestal lovend van inhoud zijn; vooral de sterke punten zullen worden genoemd. Wie onder de maat heeft gepresteerd of zelfs is ontslagen, zal hoogstwaarschijnlijk geen getuigschrift vragen of, indien hij er een heeft, niet tonen bij een sollicitatie.
Het is dus zaak tussen de regels door te lezen. Als er bijvoorbeeld staat dat iemand punctueel is, kan dat betekenen dat hij steeds om acht uur achter zijn bureau zit en daar blijft zitten tot half vijf. Het zegt niets over de kwaliteit van het werk.
In een getuigschrift worden vaak referenties genoemd, personen met wie men contact kan opnemen om over de sollicitant te spreken. Het ontbreken van een referentie kan een veeg teken zijn.
De werkgever is wettelijk verplicht een getuigschrift uit te reiken, als de werknemer daarom vraagt.

## Getuigschrift in het onderwijs
In het onderwijs worden getuigschriften afgeleverd in plaats van een diploma, afhankelijk van de graad de graad en het soort opleiding. Een getuigschrift is eveneens een bewijs dat iemand een bepaalde vorming of cursus gevolgd heeft, zonder hiervoor een diploma te ontvangen.